# 法爾尼
法爾尼是瑞士的城鎮，位於該國中西部，由伯恩州負責管轄，面積6.67平方公里，六成半土地是農地，海拔高度849米，2011年人口761，人口密度每平方公里114人。